# Mandriva
Mandriva SA — публичная компания программного обеспечения, специализирующаяся на Linux и программном обеспечении с открытым исходным кодом. Её штаб-квартира находилась в Париже, также были центры развития в городах Мец и Куритиба. Mandriva SA была разработчиком дистрибутива Linux под названием Mandriva Linux, а также различных корпоративных программных продуктов. Mandriva является одним из основателей Desktop Linux Consortium.

## История
Mandriva SA начала работать как MandrakeSoft в 1998 году.
В феврале 2004 года, после продолжительных судебных разбирательств с корпорацией Hearst, являющейся владельцем прав на популярного персонажа комиксов Mandrake the Magician, MandrakeSoft должен был изменить свое название. После приобретения бразильского дистрибутива Linux Conectiva в феврале 2005 года название компании было изменено 7 апреля 2005 года на «Mandriva», чтобы отразить имена «MandrakeSoft» и «Conectiva».
4 октября 2004 года MandrakeSoft приобрела профессиональную компанию поддержки Edge-IT, которая сосредоточилась на корпоративном рынке во Франции и насчитывала 6 сотрудников.
15 марта 2006 года, один из создателей Mandriva Linux Гаэль Дюваль был уволен вместе с 18 разработчиками и был лишён пожизненного участия в «Клубе Mandriva».
5 октября 2006 года Mandriva подписала соглашение о приобретении Linbox, компании, занимающейся корпоративной инфраструктурой Linux. Соглашение включало в себя приобретение всех акций Linbox на общую сумму 1,739 млн. долл. США в акциях Mandriva, плюс заработок в размере до 401 000 долл. США на основе финансовых результатов Linbox за 2006 год.
16 января 2008 года Mandriva и Turbolinux объявили о партнерстве с созданием лаборатории под названием Manbo-Labs для обмена ресурсами и технологиями с выпуском общей базовой системы для дистрибутивов Linux обеих компаний.
Хотя операционная система Mandriva в конечном итоге стала значительным подразделением в дата-центре, операционная маржа компании была тонкой, и к 2012 году компания оказалась на грани банкротства. 30 января 2012 года Mandriva объявила, что заявка на внешнюю компанию была отклонена владельцем миноритарного акционера, и сделка не прошла. В конце первого семестра 2012 года было найдено решение ситуации, появившейся в январе того же года, и достигнуто урегулирование. Mandriva впоследствии принадлежала нескольким различным акционерам.
Mandriva подала заявку на административное управление в начале 2015 года и была ликвидирована 26 мая 2015 года. Распределение Mandriva Linux продолжает оставаться в качестве OpenMandriva Lx. Известные форки включают Mageia и ROSA Linux.

## Mandriva Club
Помимо продажи дистрибутивов Linux через интернет-магазин и авторизованных реселлеров, Mandriva ранее продавала подписки на клуб Mandriva. Было несколько уровней членства по цене от 66 до 60 евро в год (по состоянию на 2007 год) до 600 евро в год.
Члены клуба получили доступ к веб-сайту, дополнительным зеркалам и торрентам для скачивания, бесплатную загрузку своих продуктов в штучной упаковке (в зависимости от уровня членства), промежуточные выпуски дистрибутива Mandriva Linux и дополнительные обновления программного обеспечения. Например, только пользователи уровня Gold и выше могут загружать версии Powerpack.
Многие коммерческие продукты Mandriva пришли с кратковременным членством в клубе; однако Mandriva Linux был полностью работоспособен без членства в клубе.
Когда Mandriva Linux 2008.0 был выпущен в октябре 2007 года, Mandriva внесла членство в клубе бесплатно всем желающим, разделив загрузку подписчиков на отдельную службу.
У Mandriva также был корпоративный клуб Mandriva для более крупных организаций.

## Продукты
Mandriva Linux
Дистрибутив Linux
Pulse²
Программное обеспечение с открытым исходным кодом для развертывания приложений, инвентаризации и обслуживания IT-сети, также доступное как версия SaaS по состоянию на ноябрь 2012 года.
Mandriva Business Server
Операционная система для серверов.
Mandriva Class
Программное обеспечение для электронного обучения, позволяющее распределенным виртуальным классам на большие расстояния.